# Gare de Missolonghi
La gare de Missolonghi est une gare ferroviaire grecque, située sur la commune de Missolonghi du district régional d'Étolie-Acarnanie dans la périphérie de Grèce-Occidentale.
Mise en service en 1890, la gare est fermée en 1975 lors de la fermeture de la ligne.

## Situation ferroviaire
La gare d'embranchement de Missolonghi est située au point kilométrique (PK) 17,031 de la ligne de Kryonéri à Agrínio, entre les gares de Kryonéri et d'Etolikó. Elle est également l'origine du court embranchement vers la gare de Missolonghi centre.

## Histoire
La gare de Missolonghi est mise en service 1890 lors de l'ouverture de l'exploitation sur la ligne de Kryonéri à Agrínio. Elle dispose d'un bâtiment voyageurs et du dépôt principal de la ligne.
Elle n'est plus desservie par des trains voyageurs en 1970 lors de l'arrêt de ces circulations sur la ligne. Elle est fermée en 1975 lors de l'arrêt de toutes les circulations sur cette ligne. 
Entre 1995 et 2003, elle est restaurée pour une réouverture programmée de la ligne. Cependant, ni la ligne ni la gare n'ont été rouvertes.

## Patrimoine ferroviaire
Notamment le bâtiment voyageurs et un bâtiment annexe.

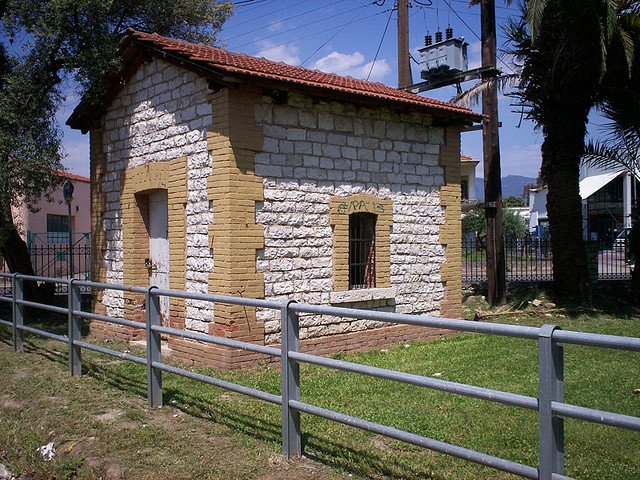
Édifice auxiliaire en gare de Missolonghi